# 陳英鈐
陳英鈐（1965年—），國立台灣大學法律系學士、碩士、德國海德堡大學法學博士，曾任中華民國中央選舉委員會主任委員，現為國立中央大學教授。

## 教育背景與經歷
陳英鈐1989年取得國立台灣大學法學士，並以入學考試第一名考進臺灣大學法律學研究所公法組。1990年以律師高考第二名的成績通過考試，1992年成為法學碩士，並以入學考試第一名考進台大法律學研究所博士班。1993年考取教育部公費留學，1995年進入德國海德堡大學博士班，1999年獲頒法學博士。
2000年起，陳英鈐擔任私立銘傳大學法律系助理教授，2003年升等為副教授，2005年轉任國立中央大學法律與政府研究所副教授，2008年升等為正教授。2015年至2017年，兼任法律與政府研究所所長。2015年、2022年和2024年分別獲得中央大學研究傑出獎。
2003年7月至8月，至德國馬克普朗克比較公法與國際法研究院(Max Planck Institute for Comparative Public Law and International Law)擔任訪問學人。2013年8月至2013年7月，至美國加州柏克萊大學中國研究中心擔任訪問學人。

## 中央選舉委員會
2017年11月17日，陳英鈐獲得立法院出席委員70票同意擔任中央選舉委員會主任委員，至2018年12月3日卸任。
陳英鈐辭職後，受到前監察委員高鳳仙自動調查而彈劾。前監察委員高鳳仙（下稱高委員）認為「同性婚姻違背公序良俗」，篤信「人間的法律比不上道德，更比不上基督的律法」，矢志「成為有智慧監督者，制定合神心意法律」。2013年高委員邀請宗教團體代表成立反對同志婚姻的「台灣宗教團體愛護家庭大聯盟」（以下簡稱護家盟），護家盟與其他反對同性婚姻團體組成「下一代幸福聯盟」（以下簡稱下福盟），全國性公投第12案的提案人之領銜人曾獻瑩（下稱曾君）即屬下福盟。2018年下福盟提出三個反同公投。全國性公投第12案由曾獻瑩領銜於2018年2月9日提出，公投主文為「你是否同意以婚姻以外之其他形式來保障同性別二人經營永久共同生活的權益？」 （下稱伴侶法公投）。曾君和高委員同見解，認為伴侶法也符合釋字第748號解釋意旨，系爭公投要「以專法保障同性別二人永久共同生活之權益」。若公投通過，立法院只能制定特別法，不能修改民法，同性別二人可以成立伴侶關係，但不能結婚。
中選會審查後認為，伴侶法公投不符合釋字748，乃要求曾君補正。曾君於2018年4月6日補正公投主文為「你是否同意以民法婚姻規定以外之其他形式來保障同性別二人經營永久共同生活的權益？」（下稱特別法同婚公投），若公投通過，立法院只能制定特別法，不能修改民法，同性別二人可依特別法結婚。中選會於2018年5月23日函（下稱系爭決定）曾君，「本公投案即便通過，…制訂特別法律亦不得違背保障同性別二人之婚姻自由及平等保護」，並告知曾君救濟途徑，曾君對此並未提起撤銷訴訟表示不滿。陳英鈐在立法院明白答覆立法委員尤美女詢問，「即使這項公投案通過，並非所謂同婚或反同的公投，而是在選擇如何落實同婚權利形式的公投。」「縱使這項公投提案已經通過，立法院仍有義務要通過立法讓同性別者結婚的義務。」因此，公投主文和理由「經過補正之後，並不違反大法官會議釋字第748號的解釋意旨」，對此沃草有詳細報導。陳英鈐受訪時再度重申「「這三項公投不是同婚公投，而是如何落實同婚權利的公投」，縱使公投案通過，立法者有義務制定法律讓同性戀者行使婚姻權利，因此中選會認為這並不牴觸大法官釋字748號」。行政院於2018年5月31日向中選會提出第12案意見書，意見書最後一段提到：「本件公民投票案如經通過，立法者僅得以本案主張之立法原則（民法婚姻規定以外之其他形式）修制相關法律，且法律提案內容亦應符合司法院釋字第748號所揭示「達成婚姻自由之平等保護」之意旨 。」這份原始意見書並未清楚表明，即使本公投案通過，立法院仍須遵守釋字748，制訂特別法讓同性別者結婚。
行政院於2018年10月29日再提出補充意見書，增加約180字摘要（下稱系爭摘要），表明「本案若獲通過，政府將…進行同性婚姻相關法規修正工作」。中選會於2018年11月2日依行政先例重新公告行政院補充意見書（下稱系爭公告）。2018年11月19日，曾君在立法院內政委員會公開表示「大家都知道我們（曾君及其支持者）是反對同性婚姻的團體」，全國公民會以為公投第12案是在推動同性婚姻。「現在已經很多人在傳公投第12案是不是無效？是不是要投不同意？」「我們（曾君）辦公室接到超過250通的電話，每個公民都打電話進來問第12案還要不要投？第12案該怎麼投？」。曾君乃聲請暫時權利保護，指行政院補充意見書「企圖混淆選民判斷，已嚴重影響聲請人（曾君）領銜公民投票之進行」。台北高等行政法院（下稱北高行）於2018年11月9日裁定停止執行系爭公告。中選會於2018年11月16日依法提出抗告。
曾君推動公投期間，高委員曾撥電話給他，願盡她所能加以協助。曾君於2018年11月15日到監察院向高委員陳情，指責中選會刊登系爭摘要「企圖混淆選民判斷」，已嚴重影響曾君的「伴侶法公投」。高委員在2018年11月16日發文中選會，指重新公告「違法情事明顯」，2018年11月19日又發文中選會，指中選會「違法逾期公告」。最高行政法院（下稱最高行裁定）於2018年11月19日駁回中選會抗告，裁定理由指，若中選會不撤銷已經刊登的摘要，「恐影響公民投票之意願」。曾君在2018年11月20日電視意見發表會強調，系爭公投為伴侶法公投。
台北大學法律系副教授官曉薇認為，若本公投案通過，將會有「排除同性伴侶結婚」，只能在《民法》之外，另訂「同性伴侶的結合制度」。她與其他憲法學者討論，有的則認為，即使本公投案通過，同性伴侶「仍舊可以結婚」。連憲法學者對於公投通過的法律效果為何，都有很大歧異，更不用說一般人民，這正是學理所稱「選民混淆」(voter confusion)。系爭公投案於2018年11月24日公投通過，國際媒體例如美聯社（AP News）、 、英國廣播公司（bbc） 、半島電視台(Al Jazeera)、衛報（The Guardian)報導大多認為，多數臺灣人透過公投否決同性婚姻合法化。
陳英鈐在2018年中華民國地方公職人員選舉後請辭下台，辭職聲明中表示，10項公投成案在10月，距離選舉僅一個月餘，中選會雖然努力增加投開票所，緊急為全國約3500個投票所增購圈票遮屏，呼籲民眾，在進入投票所之前，先瞭解公投案內容等等，仍然無法有效疏解10個公投案所造成的排隊人潮，表達深深歉意。
2018年11月26日高委員開始自動調查。高委員自認「監察權權力那麼大，立法院同意之後，這6年完全沒有人可以制衡」。將近一年後，監察院彈劾文指，中選會刊登行政院更新意見書「令民眾混淆無所適從，影響公民投票之意願」。高委員在彈劾案過後舉行的記者會上聲稱，最高行政法院停止執行裁定很快（三日）即認定中選會違法公告。最高行政法院108年裁字第1166號裁定則認為，最高行政法院的停止執行裁定只是「暫時性權利保護，而非本案救濟程序，衡諸暫時權利保護制度之規範目的，係藉由迅速之形式審查以決定是否給予。人民暫時性之權利保護，並非實質審查原處分實體內容所作成之終局性決定 」 。最高行政法院108年裁字第781號裁定進一步說明，「本案實體爭議，原處分是否有抗告人所指的違法情事，仍待法院審酌兩造之主張並依相關證據，經實質調查、審理認定才能判斷 」。
監察院援引公務員服務法第1條 （页面存档备份，存于）、第5條（現行法廢除）、第7條 （页面存档备份，存于）（現行法第8條）通過彈劾案。前公務員懲戒委員會委員長張鏡影認為，系爭條文乃承襲德國、日本特別權力關係理論，公務員為帝王臣樸，故有服無定量勤務義務，懲戒不以公務員有責任為要件。戰後日本已揚棄特別權力關係 ，我國仍沿用至今，「一何可笑」。1979年，公務員懲戒委員會以許信良「違背其誓言，又不盡忠職守，其違背公務員服務法第一條及宣示條例，亦甚明顯」，處休職二年。公務員懲戒委員會至2015年判決仍稱公務員服務法第1條為「自有特別權力關係以來，公務員服務法之帝王條款」
依照監察院的官網，因為本彈劾案，行政院要求各單位依據修正後公投法第10條第8項、第17條第1項等規定期間辦理。但中選會辦理2022年修憲公投，也違反（新）公投法第17條第1項90日規定，依2019年修法後的公投法第17條第1項規定，中選會應於公民投票90日前公告公投事項（含公投意見書）。中選會在2022年10月12日為修憲複決公告，公告中明文指依據公投法第17條公告，但離2022年11月26日僅有75日，不足公投法第17條第1項規定的90日。
彈劾理由指中選會在收到北高行裁定後，竟然提出抗告，不執行北高行裁定。中選會委員會第520次會議決議，依行政訴訟法第119條規定提出抗告，並依行政訴訟法第272條準用民事訴訟法第491條第2項規定，聲請最高行政法院或審判長在抗告事件裁定前，先停止北高行裁定之執行。中選會委員會第520次會議法政處法制意見已經指出，「依過去中科事件停止執行案例（最高行政法院100年度裁字第1059號裁定），最高行政法院廢棄原停止執行裁定」。
彈劾文指中選會將行政院意見書刊載新聞報紙，刊登費用共計新臺幣(下同)931萬600元，被彈劾人有嚴重違失。中選會依據中選會第520次會議決議，於107年11月21日將原行政機關意見書刊載新聞報紙。本次刊載新聞報紙係經行政院107年11月21日院授主預教字第1070102713函核可動用第二預備金辦理，經副主委陳朝建決行，行政院主計總處核可。監察院審計部也認為合法（審計部組織法第5條）。
2018年11月29日，司法院長許宗力表示「公投的結果不能夠牴觸大法官的解釋」。行政院在遵守釋字748和「特別法同婚公投」的前提下，在2019年2月21日通過「司法院釋字第七四八號解釋施行法」草案。2019年5月17日立法院制訂特別法──「司法院釋字第七四八號解釋施行法」（下稱施行法），同性別者得向戶政機關登記結婚（第4條），臺灣成為亞洲第一個同婚合法化國家。
施行法通過後，下福盟2019年5月21日新聞稿表示，施行法是『斷章取義』公投意旨的抹黑伎倆。曾君認為「司法院釋字第748號解釋施行法」違反公投意旨，依公民投票法第30條第3項規定，領銜人得聲請司法院解釋，但曾君並未聲請司法院大法官解釋。曾君認為施行法違背多數民意，聲稱要對施行法發起公民複決，但並未有任何連署動作。時至2024年4月9日，仍有媒體評論認為，「二０一八年通過了反同婚公投，民進黨就不該修法讓同婚合法化」」。
同樣反對同婚的天主教台灣地區主教團秘書長則認為，下福盟推動公投第12案是「自找麻煩」。依天主教教義，「婚姻是一男一女」，公投第12案反而成為推動同婚專法的「推手」, 恰恰與下福盟的目的背道而馳 。2020年1月4日，下福盟總召游信義（全國性公投第10案提案人之領銜人）與高委員公開對談2018年公投，並接受台灣基督教聯盟頒發感謝狀 。